# Phellinus overholtsii
Phellinus overholtsii är en svampart som beskrevs av Ginns 1984. Phellinus overholtsii ingår i släktet Phellinus och familjen Hymenochaetaceae.   Inga underarter finns listade i Catalogue of Life.